# Bad Hönningen
Bad Hönningen est une ville allemande et une station thermale dans l'arrondissement de Neuwied en Rhénanie Palatinat. Elle est également le lieu de l'administration de la communauté des communes du même nom de Bad Hönningen.

## Géographie
Bad Hönningen (en français plutôt : Hönningen-les-Bains) est une localité thermale et viticole sur la rive droite du Rhin entre Coblence au sud et Bonn au nord. Elle se situe dans le parc naturel « Naturpark Rhein-Westerwald ». Le chef-lieu du canton est Neuwied à environ 15 km au sud-est. Bad Hönningen dispose d'une esplanade d'une longueur de 1,5 km qui invite aux promenades au bord du fleuve. Le territoire de la ville comprend des collines boisées avec des chemins de randonnées d’une longueur totale de 60 km. Le sentier de grande randonnée du Rheinsteig passe également par Bad Hönningen. Le château d'Arenfels est accolé sur une colline surplombant neuf ha de vignes, ce qui constitue la plus grande parcelle unique d’une vigne dans la région du Mittelrhein (Rhin moyen).
Les bourgs de Ariendorf, Girgenrath et Reidenbruch font administrativement partie de la ville de Bad Hönningen.

## Histoire

### Lapériode romaine
Lors de travaux de construction aux XIXe et XXe siècles, des vestiges datant du temps des Romains et des Francs ont été trouvés. L'actuelle localité de Bad Hönningen se situe juste au nord de la fameuse fortification romaine du Limes. Compte tenu des trouvailles, on peut considérer qu’il y avait des habitations à cet endroit il y a environ 1 800 ans.

### Moyen Âgeet début de l’époque moderne
Hönningen est mentionné pour la première fois en 1019 dans un acte de donation de Henri II, empereur du Saint-Empire et de son épouse Cunégonde de Luxembourg, pour le chapitre de chanoines de Bamberg, où il est question d'une propriété appelée « Hohingen im Ingerisgowe ». Par la suite et jusqu'au XVe siècle, ce domaine a été appelé, selon les sources « St. Georgenhof » ou « Sand Jürgenhoff ». Cette possession se trouvait à l’endroit de l’actuelle maison « Hohe Haus » qui y a été bâtie plus tard.
En l'an 1422 (ou 1424 selon une autre source), le chapitre de chanoines de Bamberg a vendu la propriété aux prince archevêque de Trèves, Othon de Ziegenheim, pour la somme de 1500 Florins. 
Une deuxième propriété, appelée « Hoinga » faisait l'objet d'un don en 1041, de la part de la veuve Gerbrich, une sœur du comte de la province, Otton Ier de Hammerstein, pour l'archevêque Poppon de Trèves. Ce dernier la donna ensuite au monastère St. Siméon de Trèves, qui venait d’être crée. 
En 1204, la « paroisse Hönningen » était mentionnée pour la première fois. La paroisse était une fondation commune du « Hochstift » de Bamberg et du Stift St. Siméon de Trèves. Auparavant déjà, en 1135, il y a eu un litige entre Bamberg et Trèves au sujet de la répartition de la dîme. Le pape Adrian IV confirmait en 1155 que la dime de « Hoinga » était due au monastère St. Siméon de Trèves.  
La paroisse Hönningen s'étendait le long du Rhin entre le ruisseau de Ariendorf au nord jusqu’à l’ancien tracé du Limes au sud à la limite de la localité de Rheinbrohl. Sur le côté éloigné du Rhin, la paroisse couvrait les premières collines du Westerwald avec la ferme de Reidenbruch ainsi que celle de Girgenrath après la ligne de partage des eaux vers la rivière Wied. Ce territoire correspond pratiquement à celui de la ville d’aujourd’hui (a part quelques corrections apportées au XXe siècle).  
Le prince archevêque de Trèves Raban de Helmstatt a fait construire en 1438 le « Hohe Haus » (maison haute) de Bad Hönningen. En ce temps-là, la ville appartenait à la seigneurie d’Arenfels. 
Pendant la guerre de Trente Ans, Hönningen a été brulé en 1632 et il n'en restaient que 12 maisons debout. En 1670, le fief d'Arenfels passait à la maison von der Leyen avec l’ensemble des possessions et droits.
En 1209 a été construit le domaine du « Mönchshof » dont des parties du bâtiment existent encore aujourd’hui.

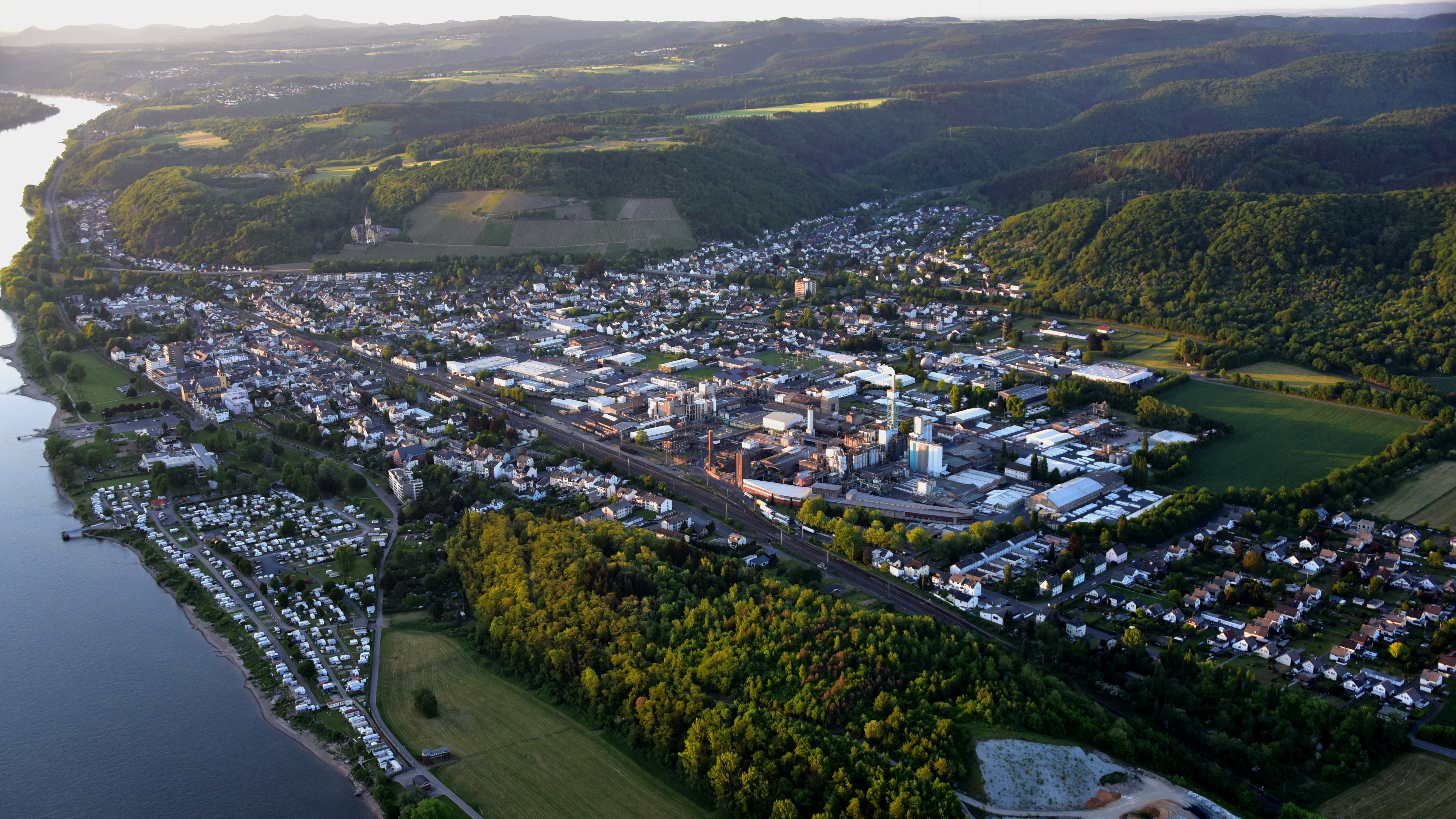
Bad Hönningen, vue aérienne.

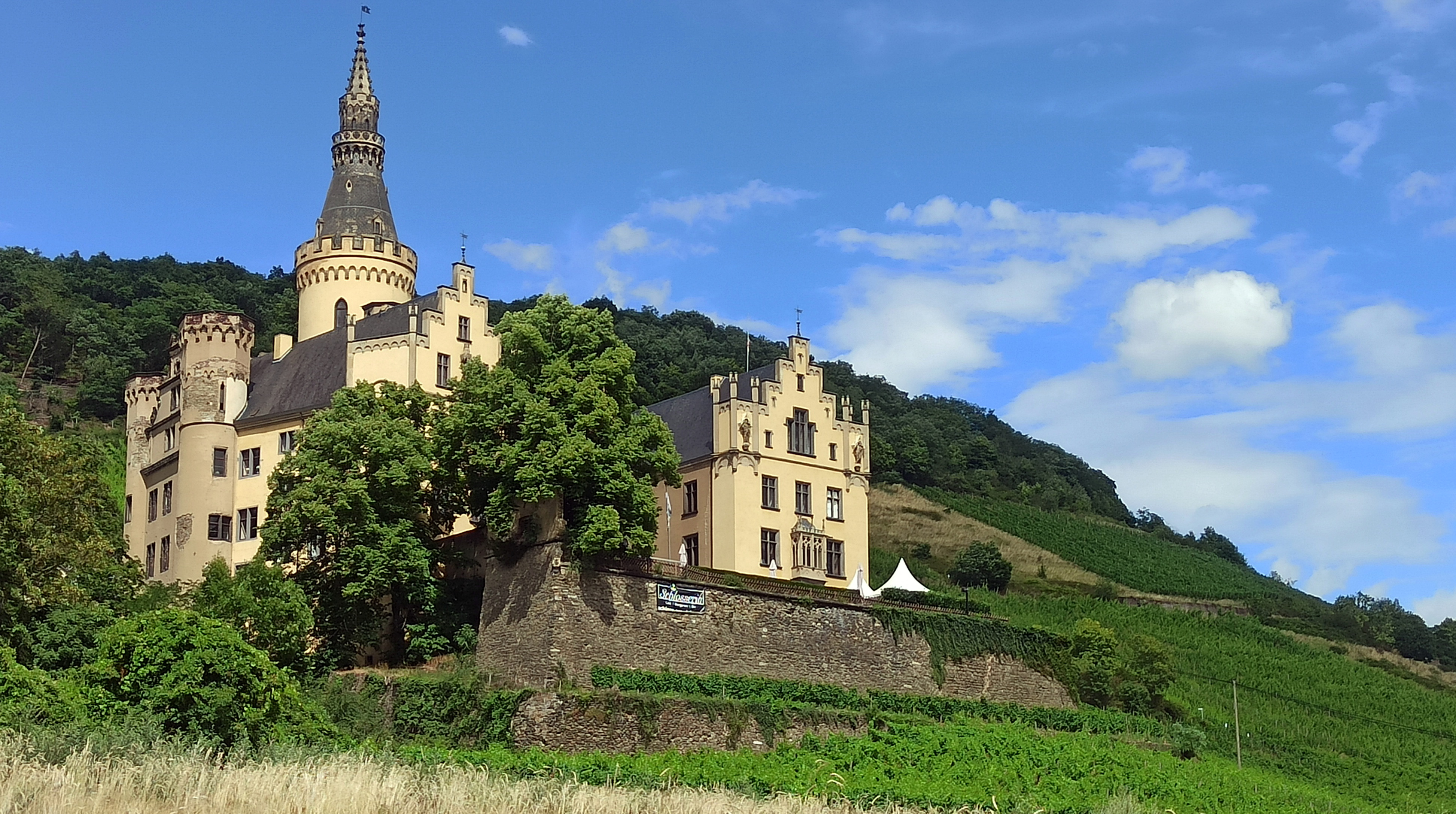
Château d'Arenfels en 2020.

### Château d’Arenfels
L'actuel château d’Arenfels se base sur un château fort médiéval, construit en 1259 par Gerlier Ier de Limbourg, dont subsistent l'aile ouest et le donjon. En 1848, le comte Ludorf Friedlich von Westerhold fait acquisition du château, puis le fit transformer dans le style néogothique par le maitre architecte de Cologne Ernst Friedrich Zwirner.

### Développement vers une ville thermale et de cure
En 1894 a eu lieu un premier forage d'amorce d'une source d'eau thermale. Par la suite d'autres sources d'eau naturellement gazeuses ont été découvertes et en 1895 s'est construite une première maison des bains. En 1950, Bad Hönningen a obtenu officiellement le titre de « Bad » dans son nom, attribué par le Land Rhénanie-Palatinat, équivalant à « les bains » en français (Hönnigen-les-Bains).

## Sites touristiques
- Château d’Arenfels : construit de 1849 à 1855 par le maitre architecte de Cologne Ernst Friedrich Zwirner, sur la base du château fort médiéval d’Arenfels, érigé en 1259 par Gerlier Ier de Limbourg.

- Château d’Ariendorf dans le quartier d'Ariendorf : un bâtiment du style néogothique, que Ludwig von Loch a fait construire en 1840 par le maitre architecte de Cologne Ernst Friedrich Zwirner (après destruction d'une construction médiévale à cet endroit, que le prince électeur de Trèves, Johann Hugo von Orsbeck avait acquis en 1705 de l'abbaye de Nivelles).

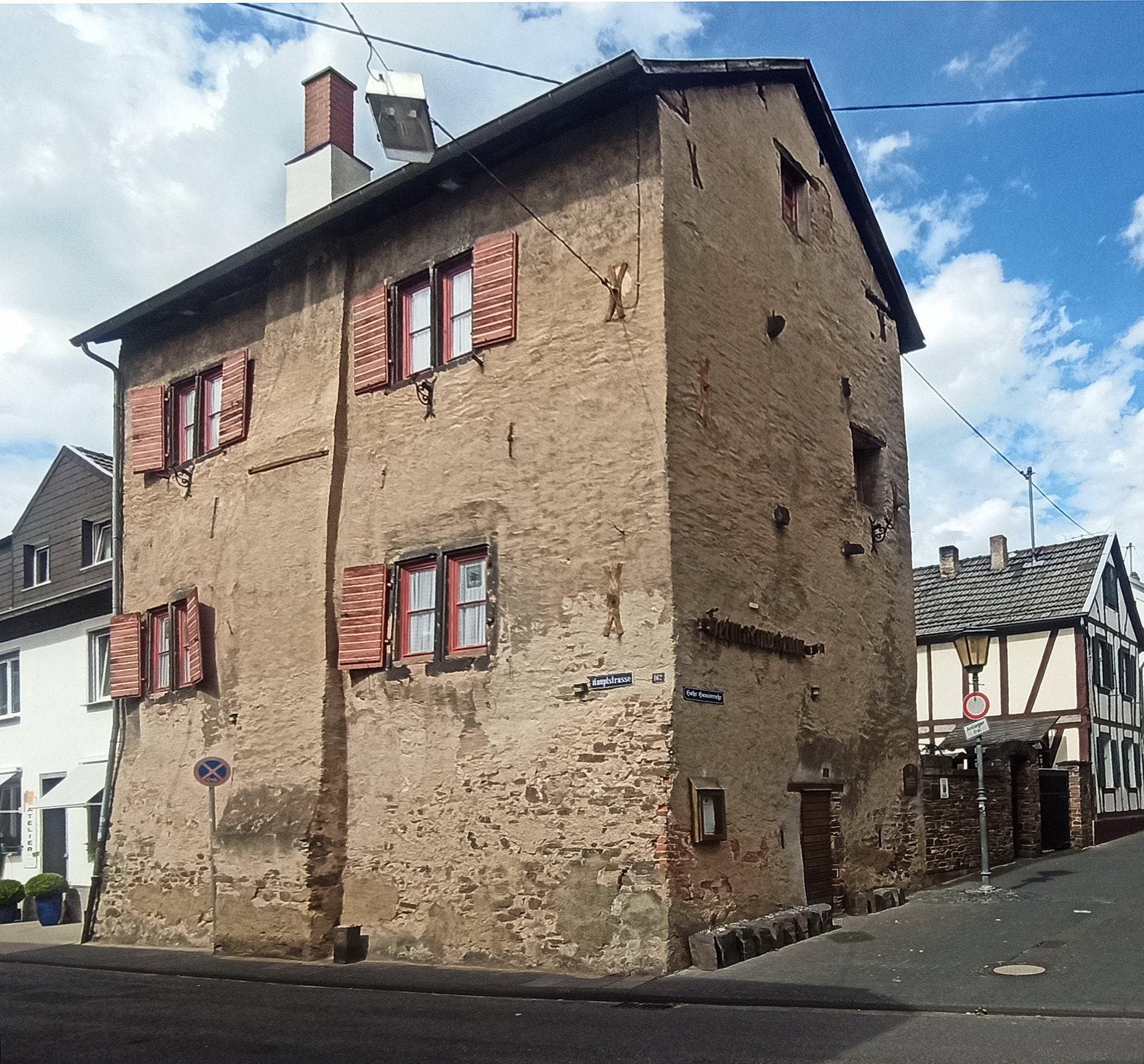
Maison « Hohe Haus » avec musée du patrimoine (Heimatmuseum) en 2020.

- La « Hohe Haus » (la maison haute), une tour d'habitation en style « gothique tardif », construite avec des pierres concassées locales en 1438 par le prince archevêque de Trèves, Raban de Helmstatt, puis transformée en 1617 par le comte Ernst von Isenburg, qui faisait ajouter un escalier en colimaçon ainsi qu’un plafond « Kölner Decke (de) ». La maison a été acquise en 1996 par le « Heimatverein » (l'association pour le patrimoine local) pour y installer le musée du patrimoine local, ouvert depuis mai 2000. Selon quelques légendes, il aurait existé un tunnel secret depuis le château d'Arenfels et la « Hohe Haus ».
- Le domaine du Tempelhof : depuis 1225 en possession de l'ordre des Templiers ; puis repris en 1317 par le grand bailliage de Brandebourg. Ensuite plusieurs propriétaires après la sécularisation à partir de 1817.
- Le « Burghaus am Rhein » (maison forte du Rhin) : construite au début du XVIIe siècle par Christoph von Wintzler, vice-chancelier de l’électorat de Cologne, cette maison abritait la première station postale de Bad Hönningen en 1844.
- L’église paroissiale St Pierre et St Paul du XVIIIe siècle.

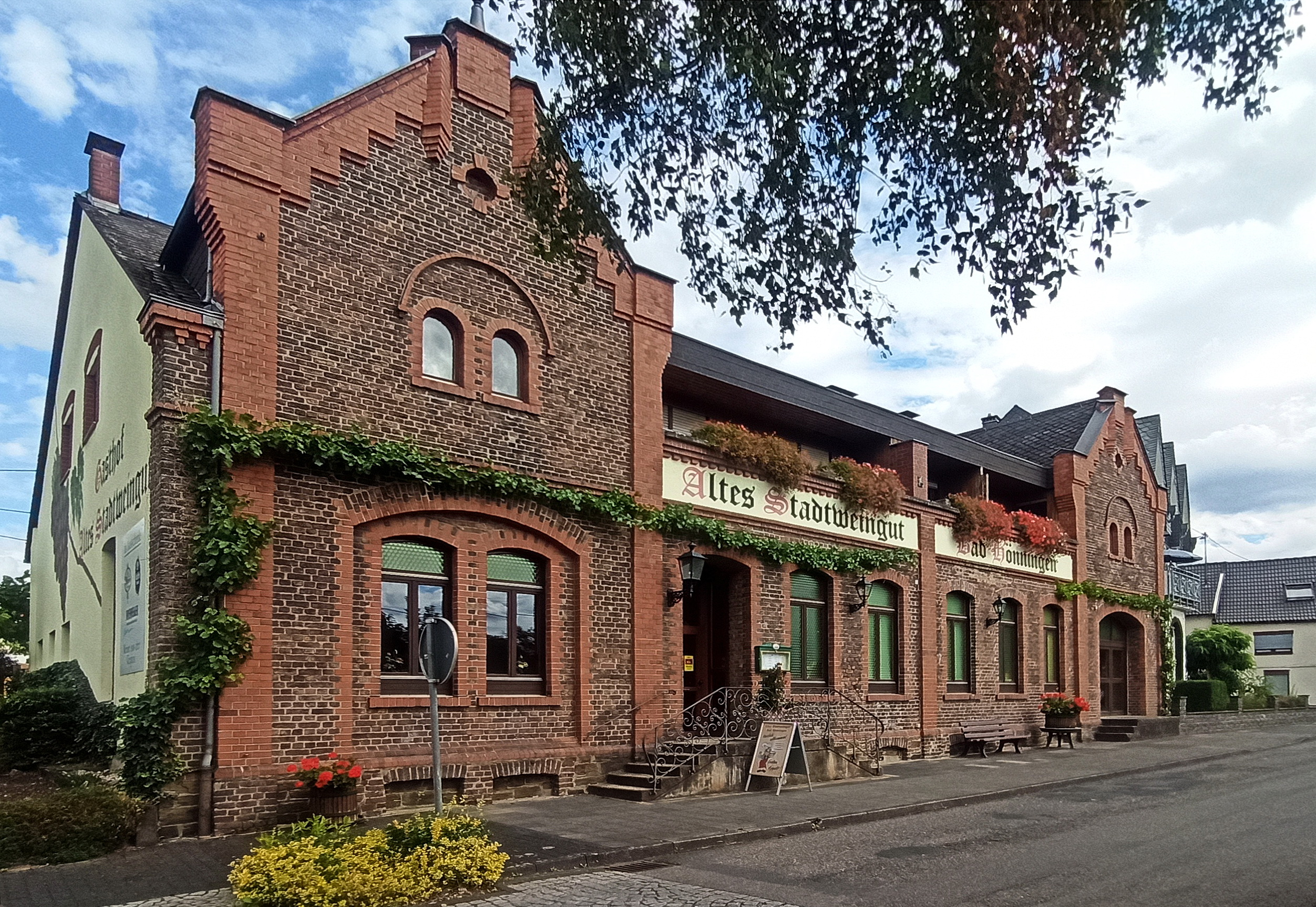
Vieux domaine viticole de la ville « Altes Stadtweingut » ; photo de 2020.

- Le vieux domaine viticole de la ville « Altes Stadtweingut », anciennement le bâtiment viticole de l'association des vignerons fondée en 1888.

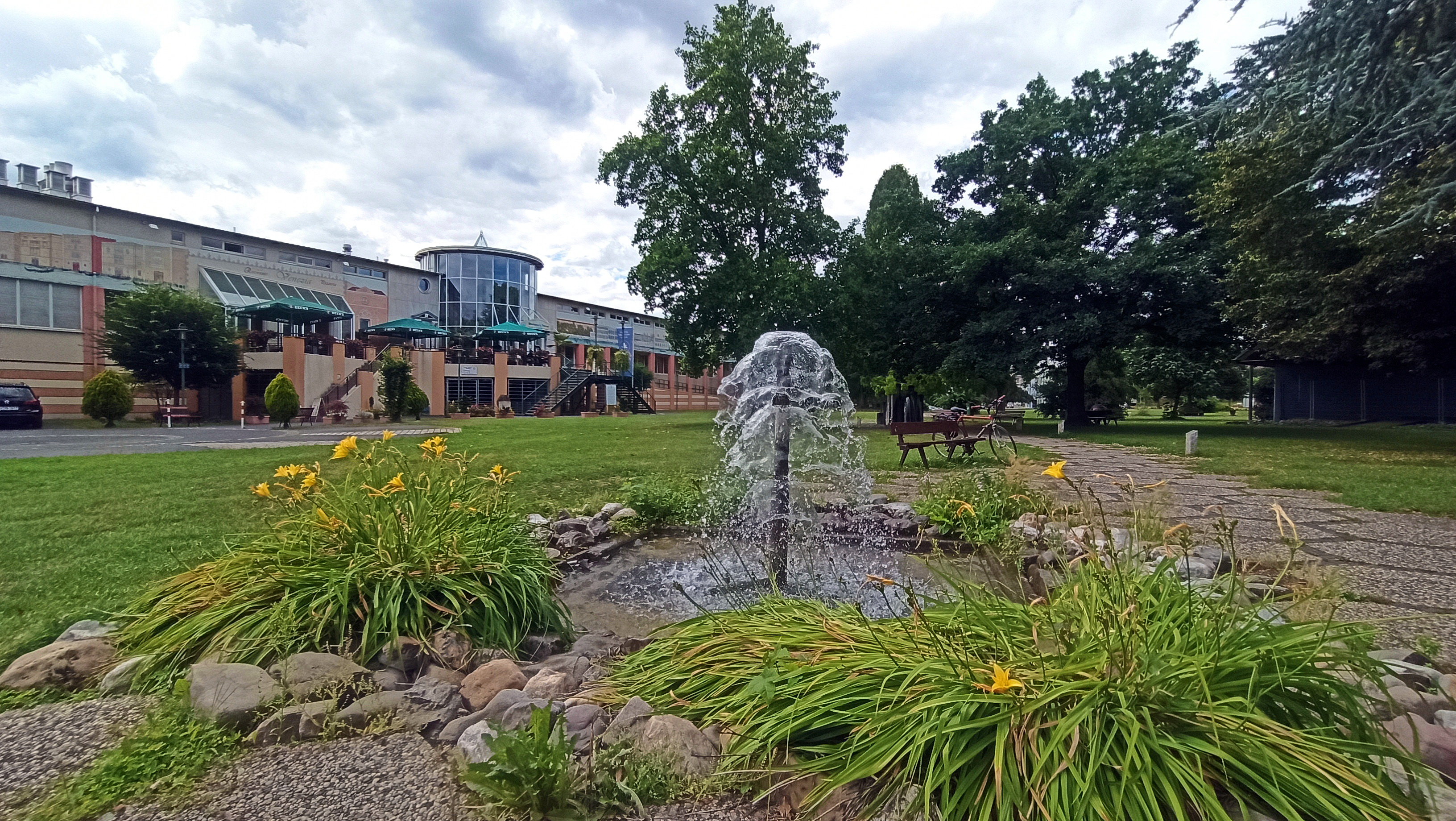
Maison des bains « Kristall Rheinpark Therme », avec parc ; photo de 2020.

- Le bain thermal « Kristall Rheinpark Therme », avec jacuzzis, bassin d'eau saline chaude ainsi qu'un centre thérapeutique et un centre de bien-être, puis un café restaurant.
- Aux alentours du bain thermal, il y a un parc avec des chemins de promenade, et au sud, un terrain de camping, directement sur la rive du fleuve, disposant de toutes les commodités d’un camping moderne.
- Au bord du Rhin, et à proximité immédiate de la limite sud de la ville, sur le territoire de la localité voisine de Rheinbrohl, débutait le limes de Germanie supérieure et de Rhétie. Cette fortification romaine s'étendait de Rheinbrohl jusqu’à Ratisbonne sur le Danube, pour protéger l'Empire romain contre les agressions des Germains du Ier au IIIe siècle de notre ère. Les vestiges du limes font partie du patrimoine mondial de l'UNESCO depuis le 15 juillet 2005. Voir aussi le « RömerWelt », le centre d'information sur le monde des romains à Rheinbrohl.
- « Geologischer Informationsweg des Rheinlaufes » : La géologie le long du cours du Rhin, tel est le titre d’un parcours informatif près de l’esplanade du Rhin de Bad Hönningen, où 17 roches en provenance de différents massifs bordant le fleuve, sont arrangées pour donner des informations de géologie.

## Évènements
Bad Hönningen est connue dans toute la région pour son défilé du carnaval „Veilchendienstagszug“ qui a lieu traditionnellement tous les ans le jour même de Mardi-Gras.

## Jumelages
- Saint-Pierre-lès-Nemours (France) depuis 1980[4].